# Brimstone (ракета)
Brimstone (англ. brimstone — сірка) — ракета класу поверхня-поверхня або повітря-поверхня розроблена консорціумом MBDA UK для британських Королівських Повітряних Сил.

## Історія
Початково планувалась для використання за принципом «вистрелив і забув» проти масових скупчень бронетехніки противника за допомогою активної радіолокаційної головки наведення міліметрового діапазону для забезпечення точності навіть проти цілей, що рухаються.
Досвід використання в Афганістані привів до додавання лазерного керування в дворежимні ракети Brimstone, дозволяючи вибрати визначену та найбільш пріоритетну ціль, що також сприяє зменшенню супутньої шкоди для дружніх сил або цивільних, які знаходяться в зоні ураження. Тандемна кумулятивна бойова частина набагато більше ефективна проти сучасних танків ніж попередня схожа зброя, така як AGM-65G Maverick, водночас невелика зона вибухового ураження мінімізує супутню шкоду. На пристрої для запуску, який займає одну точку підвіски можна розмістити три ракети Brimstone, що дозволяє одному літаку нести значну кількість ракет.
Після затяжної програми розробки, однорежимна або «міліметрова» ракета Brimstone прийнята на озброєння літаків Торнадо Королівських Повітряних Сил в 2005 році, і дворежимний варіант в 2008. Остання широко застосовувалася в Афганістані та Лівії.
Очікувалося, що покращена Brimstone 2 надійде на озброєння в 2012, але проблеми з новою боєголовкою від TDW та ракетним двигуном ROXEL змістило заплановану дату до листопада 2015.
MBDA вивчає використання Brimstone з кораблів, ударних гелікоптерів, безпілотників та наземних платформ. Однак, Brimstone не буде інтегрована до F-35 Lightning II від Lockheed Martin.
Німеччина, Катар та Саудівська Аравія придбали ракети Brimstone. Вартість за одиницю оцінювалась в розмірі £175,000 ($263,000) в 2015 або в «понад £100,000».

## Цілевказування та сенсори
Brimstone, це ракета типу «вистрілив і забув», в яку дані про наведення завантажуються перед запуском офіцером із систем озброєння (англ. Weapon Systems Officer (WSO)).
Після виходу із пускової установки, ракетний двигун розганяє ракету до надзвукової швидкості. Цей двигун має короткий час горіння та дуже низький рівень димоутворення, забезпечуючи дуже незначний зоровий та інфрачервоний слід, що зводить до мінімуму можливість виявлення ворожими давачами.
Ракета програмується для пристосування до певних вимог кожного окремого завдання. Можна запрограмувати враження цілей суворо у відповідному місці (наприклад, що знаходяться поруч із дружніми силами) і самознищуватися, якщо ціль у зазначеній області знайти не вдається.
На додаток до напівавтономної здатності виявляти свої власні цілі, Brimstone має можливість визначати, де на ціль найкраще завдати удару, завдавши найбільшої шкоди. Удосконалений набір датчиків ракети, передбачає високочастотний радар міліметрового діапазону, який дозволяє зброї визначати місце розташування цілі. Можливо запрограмувати ракету на ураження цілей з певною сигнатурою радіолокації, наприклад, патрульних катерів. Оскільки в повітрі може бути до двадцяти чотирьох ракет, система наведення має алгоритм, котрий забезпечує, що ракети вразять свої цілі в шаховому порядку, а не всі одночасно.
Brimstone можна запускати у кількох режимах атаки: прямо чи опосередковано проти одиничних цілей, колони чи групи цілей. Останній режим використовує можливість залпового вогню. Після запуску ракет носій може вільно маневрувати далеко від цільової області або вражати інші цілі.

## ТТХ
- Маса — 50 кг (110 фунтів)
- Довжина — 1,8 м (71 дюйм)
- Діаметр — 180 мм (7,11дюйм)
- Наведення — міліметровий радар та напівактивний лазер
- Бойова частина — кумулятивна тандемна з адаптивним запобіжником
- Двигун — твердопаливний ракетний Roxel Vulcan
- Дальність ураження:
  - Brimstone І — 20+ км з літаків, 12 км з гелікоптерів
  - Brimstone ІІ — 60+ км з літаків, 40+ км з гелікоптерів
  - Brimstone 3B — 12 км з наземної платформи
- Максимальна швидкість — надзвукова, ~450 м/с

## Модифікації

#### Дворежимна Brimstone
Оригінальний Brimstone не можна було використовувати в Афганістані, оскільки правила ведення бойових дій вимагали наявності людини у прийняті рішення щодо застосування. Відповідно до у 2008 році, було внесено зміни систему пошуку цілей та програмне забезпечення понад 300 існуючих ракет для створення дворежимного Brimstone. Ці ракети можуть мати лазерне наведення за стандартом STANAG 3733, а також зберігати наведення за допомогою міліметрової хвилі; пілот може вибрати будь-який режим з кабіни або використовувати обидва одночасно.
Розробка дворежимної версії коштувала додатково 10 млн. фунтів стерлінгів. Daily Telegraph повідомила, що дворежимні ракети коштують 105 000 фунтів, що можна порівняти з вартістю AGM-65 Maverick; Міністерство оборони вказує лише валову балансову вартість £175 000, яка включає витрати на розробку, а також вартість придбання ракети. 

#### Brimstone 2 (SPEAR 2)
У березні 2010 року Brimstone було обрано як основу для вимог RAF за програмою Selective Precision Effects At Range (SPEAR) Capability 2 Block 1. Контракт на демонстрацію та виробництво «значно» підвищив продуктивність ракети та переобладнав боєголовку та ракетний двигун для використання нечутливих боєприпасів. Brimstone 2 має покращену систему наведення, більш модульну конструкцію та вдосконалення планера та програмного забезпечення для загального підвищення продуктивності з покращенням дальності та зони зараження, включаючи «більш ніж 200% збільшення» максимальної дальності. 

#### Brimstone морського базування Sea Spear
MBDA випробувала морський варіант для використання проти зграй невеликих човнів під назвою Sea SPEAR. Успішні випробувальні стрільби продемонстрували здатність Sea SPEAR вражати численні окремі цілі. Під час випробувань одна з цілей, 15-метрове судно, рухалася зі швидкістю 20 вузлів. 

#### Brimstone 3
У березні 2018 року Міністерство оборони уклало з MBDA контракт на 400 мільйонів фунтів стерлінгів за Програмою підтримки можливостей (CSP) для подовження експлуатації Brimstone 2 за допомогою нового апаратного стандарту. Brimstone CSP, пізніше перейменований як Brimstone 3A, зберіг низку ключових компонентів із застарілого Brimstone 2, включаючи модульний планер, розроблений MBDA покращений дворежимний (94 ГГц міліметричних хвиль (ммВт) радіочастота (RF)/напівактивний лазер (SAL) самонаведення, нечутливий боєприпас (IM)-сумісний ракетний двигун Vulcan від Roxel, і IM-сумісна багатофункціональна боєголовка, розроблена дочірньою компанією MBDA TDW у Німеччині. 
Удосконалення B3A включали тактичний інерційний вимірювальний блок (IMU) наступного покоління на основі мікроелектромеханічної системи (MEMS), розроблений Atlantic Inertial Systems (AIS), і новий покращений автопілот для покращеної точності на дальності. Ракета також отримала покращену батарею, що забезпечує додаткову 30% тривалість ураження. Відповідно, максимальна дальність ураження ракети Brimstone 2 у версії Brimstone 3 зросла більш ніж на 20%.

#### Brimstone 3B
На початку 2021 року МО Великої Британії уклало контракт з MBDA на вдосконалення програмного забезпечення Brimstone 3. Оновлення можливостей програмного забезпечення Brimstone 3B (B3B) інтегровано з Brimstone 3A (B3A) Capability Sustainment Program (CSP).
Міністерство оборони схвалило контракт B3B 30 березня 2020 року, а згодом у квітні 2020 року уклало з MBDA контракт на демонстрацію та виробництво на суму 197 мільйонів фунтів стерлінгів. Офіційного повідомлення про контракт B3B не було розголошено, хоча програма згадується в Плані оборонного обладнання Великобританії на 2020 рік, який був опублікований 12 січня 2021 року.

### Brimstone HMT Overwatch
Демонстратор-концепт представлений у вересні 2022 року. На високомобільне тактичне шасі Supacat HMT встановлено пускову установку з ракетами Brimstone. Вона призначена для озброєння легких підрозділів. На думку військово оглядача Річарда Томаса, дана система могла бути створена на основі досвіду застосування ракет Brimstone в Україні.

## Бойове застосування

### Російсько-українська війна
Україна отримала певну кількість ракет і пускових установок від Великої Британії для відбиття російської навали 2022 року. В травні 2022 року з'явились перші докази бойового застосування ракет проти російських загарбників.
17 травня 2022 року було опубліковане відео начебто бойового застосування ракет Brimstone бійцями Сил Спеціальних Операцій ЗСУ по парі російських танків.
Відео успішного застосування ракет по двох російських одиницях бронетехніки в районі населеного пункту Мале Веселе на Харківщині було опубліковане в червні 2022 року.
Ракети застосовуються за допомогою наземних пускових установок на базі цивільних автомобілів.

## Користувачі

Мапа з виділеними синім користувачами Brimstone

### Поточні користувачі
Саудівська Аравія
- Повітряні сили Саудівської Аравії

 Велика Британія
- Повітряні сили Великої Британії

 Німеччина
- Повітряні сили Німеччини

 Україна
- Сухопутні війська Збройних Сил України[джерело?], Сили спеціальних операцій Збройних Сил України

### Майбутні користувачі
Катар
- Повітряні сили Катару

 Польща
- Повітряні сили Польщі

В травні 2022 року дев'ять компаній польської групи озброєнь (PGZ) уклали угоду з британською MBDA про розробку нового винищувача танків з ракетою «Brimstone». Угода дозволить розробляти та виробляти колісні або гусеничні бойові машини із застосуванням протитанкових керованих ракет «Brimstone».
 Україна
- Повітряні сили України

Наприкінці квітня 2022 року стало відомо про плани уряду Великої Британії передати Україні як міжнародну технічну допомогу ракети Brimstone, наприкінці листопада 2022 міністерство оборони Великої Британії офіційно підтвердило постачання ракет Brimstone 2 Україні. У пакеті військової допомоги, оголошеному Великобританією у січні 2023 року, було заявлено про передачу 600 ракет Brimstone.
У липні 2023 року, з посиланням на Oryx, стало відомо про передачу Україні декількох десятків мобільніх наземних пускових установок Wolfram для застосування ракет Brimstone.
Україна отримала ракету у версії з активною ГСН, оскільки вона виявляє ціль самостійно та не потребує цілевказування.